# Trididemnum amiculum
Trididemnum amiculum är en sjöpungsart som beskrevs av Kott 200. Trididemnum amiculum ingår i släktet Trididemnum och familjen Didemnidae. Inga underarter finns listade i Catalogue of Life.